# Sportplatz Bischofshofen
Sportplatz Bischofshofen – stadion piłkarski w Bischofshofen, w Austrii. Obiekt może pomieścić 1000 widzów. Swoje spotkania rozgrywają na nim piłkarze klubu SK Bischofshofen.
29 maja 2010 roku na stadionie odbył się towarzyski mecz piłkarskich reprezentacji narodowych Azerbejdżanu i Macedonii (1:3).